# Moca (Dominikanische Republik)
Moca ist eine Stadt in der Dominikanischen Republik. Sie ist der Hauptort der Provinz Espaillat und hat 65.445 Einwohner (Zensus 2010) in der städtischen Siedlung. In der Gemeinde Moca leben 179.829 Einwohner.

## Geografie
Moca hat eine Gesamtfläche von 339,21 km². Die Gemeinde liegt auf einem vulkanischen Korallenriff mit Hügeln im Westen und niedrigen Bergen im Norden; diese Berge sind Teil der Cordillera Septentrional. Der höchste Berg in der Gemeinde und in der Provinz ist El Mogote (970 m). Moca liegt auf einer Höhe von 183 m mit einer durchschnittlichen Temperatur in der Stadt von 25,3 °C und einer durchschnittlichen Niederschlagsmenge von 1.174,4 mm.

## Geschichte
Die Stadt ist bekannt als "La Villa Heroica" (Stadt der Helden) aufgrund der großen Anzahl von Männern und Frauen aus Moca, die eine wichtige Rolle in der Geschichte der Dominikanischen Republik gespielt haben, indem sie zwei Diktatoren, Ulises Heureaux und Rafael Trujillo, stürzten und die Demokratie zurück ins Land brachten.

## Wirtschaft
Die Landwirtschaft bildet die Haupteinnahmequelle der Einwohner. Bananen und Cassava sind die Hauptanbauprodukte. Die meisten Feldfrüchte werden von Hand geerntet. Daneben dominiert die Lebensmittelverarbeitung die industrielle Aktivität.

## Sehenswürdigkeiten
In Moca befindet sich die Kathedrale Corazon Sagrado de Jesus ("Heiligstes Herz Jesu"). Alle ihre Glasfenster wurden ursprünglich in Italien gefertigt und stellen die Apostel und den Weg Jesu zur Kreuzigung dar.

## Persönlichkeiten
- Ramón Cáceres (1866–1911), Politiker, Präsident der Dominikanischen Republik
- Cuto Estévez (1915–1985), Musiker und Komponist
- Héctor García Godoy (1921–1970), Politiker, Präsident der Dominikanischen Republik
- José María Hernández (1942–2010), Geschäftsmann und Politiker
- Jonathan Faña Frías (* 1987), Fußballspieler
- Jonathan Alonso (* 1990), Boxer